# Kehmstedt
Kehmstedt település Németországban, azon belül Türingiában. Lakosainak száma 446 fő (2023. december 31.).

## Népesség
A település népességének változása:
| Lakosok száma | 464  | 466  | 450  | 445  | 446  |
|               | 2017 | 2019 | 2021 | 2022 | 2023 |